# Kuniva
Von Carlisle (Detroit, Michigan, 10 december 1976), beter bekend als Kuniva, is een rapper die lid is van de rapgroep D12.
D12 is een rapgroep waar Eminem, Kon Artis, Swift, Proof en Bizarre ook lid van zijn. Hij verscheen voor het eerst op Infinite, een album van Eminem. daarna richtte hij samen met Kon Artis Ave Records op.
- Library of Congress Control Number: no2013000578
- MusicBrainz: 229c068d-d621-4ae4-8880-6c6a3eabb0ee
- Virtual International Authority File: 38149294369980522264